# Landulfides
 (décembre 2024).
Si vous disposez d'ouvrages ou d'articles de référence ou si vous connaissez des sites web de qualité traitant du thème abordé ici, merci de compléter l'article en donnant les références utiles à sa vérifiabilité et en les liant à la section « Notes et références ».
Les Landulfides, parfois nommés  aussi Atenulfinges, sont une dynastie d'origine lombarde  qui règne sur plusieurs principautés d'Italie du Sud du IXe siècle au XIe siècle.

## Historique
L'origine des Landulfides est un certain Lando, vivant au IXe siècle, père de Landolf  Ier de Capoue (mort en 843) ; ce dernier met à profit la guerre civile de succession qui déchire la principauté de Bénévent après le meurtre du prince Sicard en 839 pour s'affranchir vers 861 du prince de Salerne dont il dépendait depuis 849 et constituer le comté de Capoue indépendant. Les Landulfides donnent plusieurs lignées de princes qui règnent sur Capoue,  Bénévent et Salerne jusqu'au XIe siècle, des archevêques de Capoue, des abbés du Mont-Cassin, ainsi qu'un Pape, Victor III, à l'église catholique.

## Filiation
- Landolf Ier Le Vieux († 843), Gastald puis Comte de Capoue
  - Landon Ier († 861), Comte de Capoue
    - Landon II († 884), Comte de Capoue

  - Pandon le Rapace († 862), Comte de Capoue
    - Pandenolf († 882), Comte de Capoue
    - Landenolf, Évêque de Capoue

  - Landolf II († 879), Évêque et Comte de Capoue
  - Landenolf († 859), Comte de Teano
    - Landon III († 885), Comte de Capoue
    - Landenolf Ier († 887), Comte de Capoue
    - Aténolf Ier le Grand († 910), Prince de Capoue et Bénévent
      - Landolf III Antipater († 943), Prince de Capoue et Bénévent
        - Aténolf III de Carinola († 943 ?), Prince de Capoue et Bénévent
        - Landolf IV le Rouge († 961), Prince de Capoue et Bénévent
          - Pandolf Ier Tête de Fer († 981), Prince de Capoue, Bénévent, et Salerne et Duc de Spolète et Camerino
            - Landolf IV († 982), Prince de Capoue et Bénévent
            - Pandolf II († 982), Prince de Salerne
            - Landenolf II († 993), Prince de Capoue
            - Laidolf († 999), Prince de Capoue
            - Atenolf († 982)
              - Pandolf VI de Teano Prince de Capoue (1022-1026)
                - Jean Prince de Capoue associé
                - Pandolf III de Salerne (?)

          - Jean, Archevêque de Capoue
          - Landolf III de Bénévent († 968), Prince de Capoue et Bénévent
            - Landolf VII de Sainte-Agathe († 1007), Prince de Capoue
              - Pandolf II le Noir († 1022), Prince de Capoue

            - Pandolf II le Vieux († 1014), Prince de Capoue et Bénévent
              - Pandolf IV  le Loup des Abruzzes († 1050), Prince de Capoue
                - Pandolf V Gualo († 1057), Prince de Capoue
                  - Landolf VIII, Prince de Capoue
                  - Adelgrime, épouse Rainald, Conte dei Marsi

                - Marie, épouse Atenolf Ier de Gaète

              - Landolf V († 1033), Prince de Bénévent
                - Dauferius, le futur pape Victor III.
                - Pandolf III († 1059), Prince de Bénévent
                  - Landolf VI († 1077), Prince de Bénévent
                    - Pandolf IV († 1074), Prince de Bénévent

                - Atenolf

              - Atenolf, Abbé du Mont-Cassin
              - Marie, épouse Serge III d'Amalfi
              - Gaitelgrime, épouse Guaimar III de Salerne

      - Aténolf II († 940), Prince de Capoue et Bénévent
        - Landolf, Comte di Conza, prince de Salerne ;
          - Guaimari, comte de Marsi ;
          - Indulf, comte de Sarni ;
          - Landolf,II prince de Salerne associé ;
          - Landenolf († 971), comte de Lauris
            - Landolf ;

        - Gaitelgrime, épouse Guaimar II de Salerne.